# Estación de Alsasua
Alsasua (en euskera y según Adif Altsasu) es una estación ferroviaria situada en el municipio español homónimo en la comunidad foral de Navarra. Es la principal estación del municipio y un importante nudo ferroviario de la red. Dispone de servicios de Larga y Media Distancia operados por Renfe. Cumple también funciones logísticas.

## Situación ferroviaria
Es una estación de bifurcación ubicada a 533,83 metros de altitud que forma parte de las siguientes líneas férreas:
- Línea férrea Madrid-Hendaya, punto kilométrico 535,470.[1]
- Línea férrea Castejón-Alsasua, punto kilométrico 232,949.[1]

## Historia
La estación fue inaugurada el 20 de agosto de 1864 con la puesta en marcha del tramo Olazagutía–Beasáin de la línea radial Madrid-Hendaya. Su explotación inicial quedó a cargo de la Compañía de los Caminos de Hierro del Norte de España. Norte se hizo también el 12 de marzo de 1878 con la Compañía del Ferrocarril de Zaragoza a Pamplona y Barcelona asumiendo así la gestión de la otra línea que llegaba a Alsasua, la Zaragoza-Alsasua vía Pamplona. En 1941 la compañía fue nacionalizada e integrada en la recién creada RENFE. Desde el 31 de diciembre de 2004 Renfe Operadora explota la línea mientras que Adif es la titular de las instalaciones ferroviarias.

## La estación
Se encuentra al oeste de la localidad. Como otras estaciones nudo el edificio de viajeros parece una isla atrapada entre la considerable playa de vías que se extiende a cada uno de sus costados. En total dos andenes laterales y dos centrales dan acceso a seis vías (vías 1, 2, 3, 12, 14 y 16). El resto, las vías 5, 7, 9, 11, 13 y 15 por un lado y 18, 20, 22, 24, 26, 28, 30 por el otro, son vías de apartado o con funciones logísticas usadas frecuentemente por trenes de mercancías. Completan la playa otras siete vías más que son vías muertas.

## Servicios ferroviarios

### Larga Distancia
El único servicio actualmente activo es el Alvia San Sebastián - Barcelona con una frecuencia Diaria. También un tren Intercity permite enlazar en Vitoria con los Alvia que se dirigen hacia Galicia y Salamanca.

### Media Distancia
Los MD de Renfe la unen con Vitoria e Irún vía San Sebastián a razón de tres relaciones diarias en ambos sentidos. 
Las conexiones de Media Distancia con el resto de Navarra con posibles enlaces a La Rioja y Aragón se realizan desde Alsasua-Pueblo. 